# NGC 7240
NGC 7240 (другие обозначения — PGC 68415, MCG 6-48-24, ZWG 513.22, ZWG 514.2) — галактика в созвездии Ящерица.
Этот объект входит в число перечисленных в оригинальной редакции «Нового общего каталога».